# 포스뱅크
포스뱅크(Posbank Co. Ltd.)는 대한민국의 키오스크 하드웨어 제조 기업이다. 한국 포스(Point of Sales)업계 1위이며 본사는 서울 금천구 가산디지털2로 108, 807호에 위치해 있으며 대표이사는 은동욱이다. POS 단말기 및 주변기기를 자체 생산해 왔다.  영업이익률이 13.1%이다

## 투자
2021년 BNW인베스트먼트가 IBK기업은행 PE와 1,500억원 규모의 블라인드펀드 통해 70억원을 투자했다
. 이 투자금으로 포스뱅크 구주 일부와 RCPS를 인수했다

## 상장
상장 주관사는 하나증권이다.

## 같이 보기
- OK포스
- 빅솔론
- 토비스
- 한네트
- 한국전자금융
- BNW인베스트먼트

## 참고 문헌
1. ↑  강동원, 포스뱅크, 새해 첫 IPO 도전…FI 회수길 '활짝', 딜사이트, 2023.12.07
2. ↑  권순철, 2024년 '1호' 출격 포스뱅크, 오버행 리스크 '촉각', 더벨, 2023-12-12
3. ↑  남준우, 포스뱅크, 상장 예심 청구…예상 밸류 '1500억 내외', 더벨, 2023년 6월 23일
4. ↑  2023 이진원, 대한민국 핀테크 50, 포브스, 2023년 9월 23일
5. ↑  포스뱅크, POS 직접 생산·공급, 2008년 2월 19일
6. ↑  권오은, 비인기 산업인 포스기 하는데 당차게 새해 첫 상장 나선 포스뱅크, 조선일보, 2023-11-30
7. ↑  김상훈, ‘엑시트’마다 고수익 BNW인베, 포스뱅크도 잭팟 예감, 헤럴드경제, 2023.06.26
8. ↑  김선영, 기업은행PE-BNW인베, 포스뱅크 70억 투자, 더벨, 2021-06-10
9. ↑  손민지, 코스닥 상장 나선 포스뱅크, 증권신고서 제출, 이투데이, 2023년 11월 29일